# Microdeutopus thumbellinus
Microdeutopus thumbellinus is een vlokreeftensoort uit de familie van de Aoridae. De wetenschappelijke naam van de soort is voor het eerst geldig gepubliceerd in 1974 door Griffiths.